# Mesocoelopodinae
Mesocoelopodinae là một phân họ bọ cánh cứng trong họ Ptinidae. Có khoảng 4 chi và 100 loài được mô tả trong phân họ này.

## Các chi
Có 4 chi được ghi nhận trong phân họ Mesocoelopodinae:
- Cryptorama Fall, 1905 i c g
- Mesocoelopus Jacquelin du Val, 1860 i c g b
- Neosothes White, 1967 i g
- Tricorynus Waterhouse, 1849 i c g

Data sources: i = ITIS, c = Catalogue of Life, g = GBIF, b = Bugguide.net